# Joseph Coutts
Joseph Coutts (Amritsar, India, 21 de julio de 1945) es un cardenal católico paquistaní. Arzobispo de Karachi.

## Biografía

### Formación
Recibió su formación religiosa en el seminario Cristo Rey en Karachi. 

### Sacerdocio
Fue ordenado sacerdote en Lahore, Pakistán, el 9 de enero de 1971.
Después de la ordenación, completó estudios eclesiásticos en Roma de 1973 a 1976 y luego se convirtió en profesor de filosofía y sociología en el Seminario Regional Christ the King, Karachi, rector del Seminario Menor de Santa María, Lahore, y vicario general diocesano desde 1986 hasta 1988.

### Episcopado
El 5 de mayo de 1988 fue nombrado Obispo Coadjutor de Hyderabad en Pakistán por el Papa Juan Pablo II y consagrado obispo el 16 de septiembre. Eligió como lema episcopal la palabra "armonía". Se convirtió en obispo de Hyderabad el 1 de septiembre de 1990. El 27 de junio de 1998 fue nombrado obispo de Faisalabad. Coutts fue presidente de Caritas Pakistán y dirigió sus esfuerzos de alivio del terremoto en 2005. En Faisalabad desarrolló vínculos con eruditos y clérigos musulmanes. La Universidad Católica de Eichstaett-Ingolstadt le otorgó el Premio Shalom 2007 por su compromiso con el diálogo interreligioso en Pakistán. Durante 25 años, el premio ha sido otorgado a personas y proyectos que trabajan por los derechos humanos.
El 25 de enero de 2012, el Papa Benedicto XVI le nombró Arzobispo de Karachi para suceder al Arzobispo Evarist Pinto. Anticipándose a su regreso a la ciudad donde estudió y enseñó, destacó los desafíos planteados por la explosión demográfica de la ciudad impulsada por los refugiados y los "estallidos esporádicos de violencia y terrorismo" que se habían convertido en una característica de la vida en Karachi.
Tanto en Faisalabad como en Karachi, ha hecho campaña contra la ley de blasfemia de Pakistán, que cree que es demasiado fácil de manipular para ataques personales o para atacar a minorías religiosas por delitos insustanciales o falsos. En Karachi ha establecido múltiples conexiones para el diálogo interreligioso entre musulmanes y católicos, con el objetivo tanto de la aceptación por parte de la población en general como de una mayor comprensión por parte de los líderes políticos y religiosos.
Coutts fue hospitalizado con neumonía e incapaz de viajar a Roma para recibir su palio, el símbolo de su condición de arzobispo metropolitano, del Papa Benedicto en junio de 2012. Fue presidente de la Conferencia de Obispos Católicos de Pakistán de 2011 a 2017. 

### Cardenalato
El Papa Francisco nombró a Coutts cardenal en el consistorio del 28 de junio de 2018, asignándole la iglesia titular de San Bonaventura da Bagnoregio.